# تريغر (ستوديو)
تريغر (TRIGGER) هو ستوديو أنمي ياباني يقع مقره في طوكيو.

## النشأة
تأسس في 22 أغسطس 2011 على يد هيرويوكي إيمايشي وماساهيكو أوتسكا بعد مغادرتهما غايناكس.

## أعمال الأستوديو

### مسلسلات أنمي تلفزيونية
- كيل لا كيل
- معارك القوى الغريبة في حياتنا اليومية
- كيزناييفر
- لولوكو شرطية الفضاء
- أكاديمية الساحرات الصغيرات
- دارلينغ إن ذا فرانكس (بالتعاون مع أيه-1 بكتشرز)
- إس إس إس إس.غريدمان
- إس إس إس إس.داينازينون
- بي إن إيه

### أنمي الإنترنت
- إنفيرنو كوب
- نينجا سلاير فروم أنيميشن
- سايبر بانك: إدج رانرز
- حرب النجوم: الرؤى ("التوأم"، "الكهل")

### أفلام أنمي
- أكاديمية الساحرات الصغيرات
- أكاديمية الساحرات الصغيرات: الموكب المسحور
- برومير

### مشاهد رسوم متحركة في ألعاب الفيديو
- بروجكت X زون
- شانتي آند ذا سفن سايرنز
- ماربل نايتس

### أعمال أخرى
- بلاك داينامايت (شارة البداية للموسم الثاني)

## وصلات خارجية
- تريغر على موقع IMDb (الإنجليزية)
- تريغر على موقع ANN company (الإنجليزية)
- الموقع الرسمي